# Racecadotril

Racecadotril

Racecadotril es un agente antidiarreico que actúa como un inhibidor periférico de encefalinasa. A diferencia de otros medicamentos usados para tratar la diarrea, que disminuyen la motilidad intestinal, racecadotril tiene un efecto antisecretorio, reduciendo la secreción de agua y electrólitos al intestino.
Una prueba aleatorizada controlada halló que racecadotril reducía estadística significativamente la duración y el volumen de diarrea acuosa en niños cuando se administraba concomitantemente con rehidratación oral.